# Aston Martin AMR24
Az Aston Martin AMR24 egy Formula–1-es versenyautó, amelyet az Aston Martin F1-es csapata tervezett és fejlesztett a 2024-es Formula–1 világbajnokságra. Pilótái Lance Stroll és Fernando Alonso voltak, a tartalékpilóták pedig Felipe Drugovich és Stoffel Vandoorne.

## Áttekintés
Az előző évi autóhoz képest csak apróbb változtatások voltak láthatóak az autón. Súlycsökkentési céllal több volt a tisztán fekete, szénszálas felület, a névadó Aramco szponzor pedig több helyütt is megjelent.

A csapat lényegében ott folytatta az évet, ahol az előzőt abbahagyta. A 2023-ban még a dobogókért, sőt talán a futamgyőzelmekért is versenyben lévő Aston Martin legfeljebb a pontszerzők között ért célba, de a dobogótól már messze voltak, így visszasüllyedtek a középmezőnybe. Egész évben egyetlen dobogós helyezést sem szereztek, ami mindenképpen csalódás volt.

## Eredmények
Félkövérrel jelezve a leggyorsabb kör, dőlt betűvel a pole pozíció. Kis számmal jelölve a sprintfutamon elért helyezés, ha az pontszerzéssel járt együtt.
| Év   | Csapat       | Motor           | Gumik | Pilóták         | Futamok | Futamok | Futamok | Futamok | Futamok | Futamok | Futamok | Futamok | Futamok | Futamok | Futamok | Futamok | Futamok | Futamok | Futamok | Futamok | Futamok | Futamok | Futamok | Futamok | Futamok | Futamok | Futamok | Futamok | Pontok | Helyezés |
| Év   | Csapat       | Motor           | Gumik | Pilóták         | BHR     | SAU     | AUS     | JPN     | CHN     | MIA     | EMI     | MON     | CAN     | ESP     | AUT     | GBR     | HUN     | BEL     | NED     | ITA     | AZE     | SIN     | USA     | MXC     | SAP     | LVG     | QAT     | ABU     | Pontok | Helyezés |
| ---- | ------------ | --------------- | ----- | --------------- | ------- | ------- | ------- | ------- | ------- | ------- | ------- | ------- | ------- | ------- | ------- | ------- | ------- | ------- | ------- | ------- | ------- | ------- | ------- | ------- | ------- | ------- | ------- | ------- | ------ | -------- |
| 2024 | Aston Martin | Mercedes F1 M15 | P     | Fernando Alonso | 9       | 5       | 8       | 6       | 7       | 9       | 19      | 11      | 6       | 12      | 18      | 8       | 11      | 8       | 10      | 11      | 6       | 8       | 13      | KI      | 14      | 11      | 7       | 9       | 94     | 5.       |
| 2024 | Aston Martin | Mercedes F1 M15 | P     | Lance Stroll    | 10      | KI      | 6       | 12      | 15      | 17      | 9       | 14      | 7       | 14      | 13      | 7       | 10      | 11      | 13      | 19      | 19 †    | 14      | 15      | 11      | NI      | 15      | KI      | 14      | 94     | 5.       |

- † - nem fejezte be a futamot, de rangsorolták, mert teljesítette a versenytáv 90%-át

## Forráshivatkozások
1. ↑  https://www.astonmartinf1.com/en-GB/driver-squad